# ČSD E 424 sorozat
A ČSD E 424 sorozat egy B+B tengelyelrendezésű csehszlovák 1,5 kV egyenáramú villamosmozdonysorozat volt. Összesen 2 db készült belőle. A Škoda 1928-ban gyártotta. A ČSD 1964-ben leselejtezte mindkét mozdonyt.